# アマラー・ゴーキャットジム
アマラー・ゴーキャットジム（Amara Kokietgym、女性、1989年4月15日 - ）は、タイ王国のプロボクサー。
初代OPBF女子東洋太平洋アトム級王者。元PABA女子ミニマム級王者ヤニー・ゴーキャットジムは双子の妹。
タイ語で双子のことを「フェーッ（FED）」といい、アマラーは双子の姉だから「フェーッ・ピー」（双子の姉の方）と呼ばれ、ヤニーは双子の妹だからフェーッ・ノーン」（双子の妹の方）とも呼ばれている。

## 来歴
2009年2月25日、チュムポーン県トゥンタコー郡でナムフォン・ポー・ムアンペッと対戦し、2回KO勝ちを収めデビューを白星で飾った。
2009年12月6日、ATCホールで秋田屋まさえと対戦し、2-1（58-56、58-57、57-58）の判定勝ちを収めた。
2010年1月22日、ナコーンラーチャシーマー県パークチョン郡でリリー・ゴーキャットジムとOPBF女子東洋太平洋アトム級初代王座決定戦を行い、10回3-0（97-93、2者が98-92）の判定勝ちを収め王座獲得に成功した。
2010年12月5日、ATCホールでWBA女子世界ミニマム級王者多田悦子と対戦。妹ヤニーがかつて挑戦して敗れた相手だけに敵討ちも期されたが、プロ初黒星となる10回0-3（90-100、2者が91-99）の判定負けを喫し王座獲得に失敗した。
2011年5月12日、スラートターニー県サムイ島郡でこの試合がデビュー戦となるチョンプー・ナクショッククンナタムと対戦し、2回TKO勝ちを収めた。
2011年9月22日、後楽園ホールで安藤麻里とWBA女子アトム級初代王座決定戦で対戦。しかし、10回0-3（92-99、92-98、93-97）の 判定負けを喫し王座獲得に失敗した。
2011年12月25日、福岡市九電記念体育館にて、WBC女子世界アトム級ユース王者黒木優子と対戦し、10回0-3（90-100、92-99、92-98）の判定負けを喫した。 
2013年2月8日、バンコクバーンスー区でアンゴーン・トー・ユンヤンと104ポンド契約6回戦を行い、6回判定勝ちを収めた。
2014年1月10日、パトゥムターニー県ラムルークカー郡でナムペッ・クワンチャイスリコーッと対戦し、6回判定勝ちを収めた。

## 戦績
- プロボクシング:17戦 13勝(5KO) 3敗 1分

## 獲得タイトル
- 初代OPBF女子東洋太平洋アトム級王座